# دریم‌ورکس رکوردز
دریم‌ورکس رکوردز (انگلیسی: DreamWorks Records) شرکت ناشر موسیقی آمریکایی است که در سال ۱۹۹۶ توسط استیون اسپیلبرگ، جفری کاتزنبرگ و دیوید گفن تأسیس شد که در مالکیت گروه موسیقی یونیورسال است. این شرکت در نشویل، تنسی واقع شده.